# Scorpiops kaftani
Espèce
Synonymes
- Euscorpiops kaftani (Kovarík, 1993)

Scorpiops kaftani est une espèce de scorpions de la famille des Scorpiopidae.

## Distribution
Cette espèce est endémique de la province de Ninh Bình au Viêt Nam. Elle se rencontre dans le parc national de Cuc Phuong.

## Description
La femelle holotype mesure 31,5 mm.

## Systématique et taxinomie
Cette espèce a été décrite par Kovařík en 1993. Elle est placée dans le genre Euscorpiops par Kovařík en 1998. Elle est replacée dans le genre Scorpiops par Kovařík, Lowe, Stockmann et Šťáhlavský en 2020.

## Étymologie
Cette espèce est nommée en l'honneur de Milan Kaftan.

## Publication originale
- Kovařík, 1993 : « Two new species of the genus Scorpiops (Arachnida: Scorpiones: Vaejovidae) from south-east Asia. » Acta Societatis Zoologicae Bohemicae, vol. 57, p. 109-115 (texte intégral).